# Alistair Appleton
Pour les articles homonymes, voir Appleton.
Alistair Appleton (né le 12 février 1970 à Tunbridge Wells dans le Kent) est un présentateur à la télévision anglaise.

## Carrière
Fils de Peter Appleton et Sally Cooper, il est leur second enfant, Appleton fut scolarisé à la St. John's Catholic School. En 1988 il partit pour Gonville & Caius College à l'Université de Cambridge où il étudia la littérature anglaise. Pendant qu'il était dans cette université il chanta dans le cœur, s'inscrit dans le club de bateau, et joua dans plusieurs pièces.
Plus tard, Appleton quitta le Royaume-Uni pour la Pologne, où il enseigna à l'université de Gdańsk. Il travailla plus tard comme journaliste et traducteur pour la Deutsche Welle. Il devint plus tard le jeune présentateur de l'émission des affaires-coutantes, Heat.
En 1999, Appleton repartit pour le Royaume- Uni, où il trouva des rôles sur la chaine de Sky: Hot TV (2000), sur Five : Dr House (2000-2003), sur BBC Two avec Rhona (2000), sur la Travel Channel avec Travel On (2001), sur BBC One avec Garden Invaders (2001) et Cash in the Attic (2002-2005), et sur BBC Food avec Stately Suppers (2005).  Il présenta aussi quelques émissions comme  The Proms.
Appleton a aussi des rôles dans Femmes de footballeurs en 2002.  Depuis 2007, il est un des animateurs de la célèbre émission Escape to the Country sur BBC One et BBC Two.

## Vie personnelle
Appleton est ouvertement homosexuel, il le comprit à l'université. Dans un article de Gay Times, il admit n'avoir pleinement accepté sa sexualité que quand il vivait en Pologne et en Allemagne.
En 2000 il se convertit au Bouddhisme, et apprit le yoga et la méditation dans le sud de l'Angleterre.